# یانچوو
یانچوو (به لاتین: Jączewo) یک روستا در لهستان است که در گمینا بیلسک واقع شده‌است.